# 日本老年社会科学会
日本老年社会科学会（にほんろうねんしゃかいかがっかい、英文名 Japan Socio-Gerontological Society）は、日本老年医学会とともに日本老年学会を構成する単位学会として、老年社会科学の進歩・発展とともに広く関連分野との連携を図ることを目的として1959年に設立された学会。
事務局を東京都新宿区神楽坂4-1-1（株）ワールドプランニング内に置いている。

## 事業
- 学術集会（大会）・総会の開催、機関誌等の発行など[2]。

## 機関誌
- 『老年社会科学』（Japanese Journal of Gerontology） 年4回

## 加盟団体
- 国際老年学会 - 日本老年学会（1959年、日本老年医学会、日本老年社会科学会の連合体として発足）として加盟

## 関連学会
- 日本老年医学会
- 日本基礎老化学会
- 日本高齢者虐待防止学会
- 日本老年歯科医学会
- 日本老年精神医学会
- 日本ケアマネジメント学会